# Lasy Mieszkowickie
Lasy Mieszkowickie – zwarty kompleks leśny o powierzchni ok. 130 km² położony na Równinie Gorzowskiej i w Kotlinie Freienwaldzkiej między miastem Mieszkowice a Odrą, od Czelina po Cedynię. Stanowi część Lasów Nadodrzańskich.
W Lasach Mieszkowickich przeważają lasy mieszane, liczne gaje akacjowe. Środkowa i zachodnia część kompleksu znajduje się w granicach Cedyńskiego Parku Krajobrazowego.
W tym rejonie w 1945 walczyła I Armia Wojska Polskiego, pozostałością tych wydarzeń są m.in. rowy strzeleckie. Bezpośrednio nad Odrą Rejon Pamięci Narodowej Siekierki – Stare Łysogórki – Gozdowice – Czelin.